# Alphée Bourdon de Vatry
Pour les articles homonymes, voir Bourdon de Vatry, Bourdon et Vatry.
Alphée Bourdon de Vatry, né le 27 décembre 1793 à Paris et mort le 25 juillet 1871 à Fontaine-Chaalis (Oise), est un militaire, agent de change et député de la Meurthe pendant la monarchie de Juillet.

## Biographie
Alphée Bourdon est le fils de Marc Antoine Bourdon de Vatry, ministre de la marine et des colonies sous le Directoire et le début du Consulat, mais évincé par Napoléon Bonaparte. Alphée entame une carrière militaire dans la Grande Armée pour atteindre le grade de chef d'escadron et devient aide de camp de Jérôme Bonaparte. En 1815, il devient agent de change. Il se marie en 1821 à Stains avec Rose-Augusta-Émilie-Paméla Hainguerlot (1802-1881), fille d'un financier enrichi dans le commerce aux armées. Ce dernier est propriétaire du château de Stains dont Alphée hérite avec sa femme à la mort de son beau-père en 1840.
Sous la monarchie de Juillet, il se lance en politique. Après un échec à Stains, il est élu à la députation à Château-Salins, alors situé dans le département de la Meurthe, en 1835. Il est réélu sans interruption jusqu'à la fin du régime. Après avoir siégé au centre, il se rallie à la majorité conservatrice. Pendant cette période, il est membre de la commission des beaux-arts qui est chargée notamment des prébendes aux artistes officiels. Il fréquente à ce titre de nombreux artistes dont Théophile Gautier. Habitué des coulisses de l'Opéra de Paris (salle Le Peletier), il aurait été le protecteur discret de la danseuse Julia de Varennes. Il soutient le ministère de Guizot et s'oppose à la Révolution française de 1848. 
Sous la Deuxième République, il ne participe pas à l'assemblée constituante, mais il est élu au suffrage universel par les habitants de la circonscription de Château-Salins en mai 1849. Il s'oppose pourtant au suffrage universel, mais soutient l'expédition  en Italie du général Oudinot, qui est le frère de sa belle-sœur. Il commence petit à petit à se retirer de la vie politique en juin 1849 en démissionnant de son mandat de maire de Stains où il a été élu en 1847. Il quitte définitivement la politique au coup d'État du 2 décembre 1851.
Il partage sa vie entre sa résidence parisienne, son château de Stains et l'abbaye de Chaalis qu'il a acquise le 2 juin 1850. Sa femme contribue à en faire une résidence de chasse. Le couple continue à y fréquenter de nombreux artistes au cours de réceptions. Son château de Stains sera bombardé en 1870 lors du siège de Paris. 

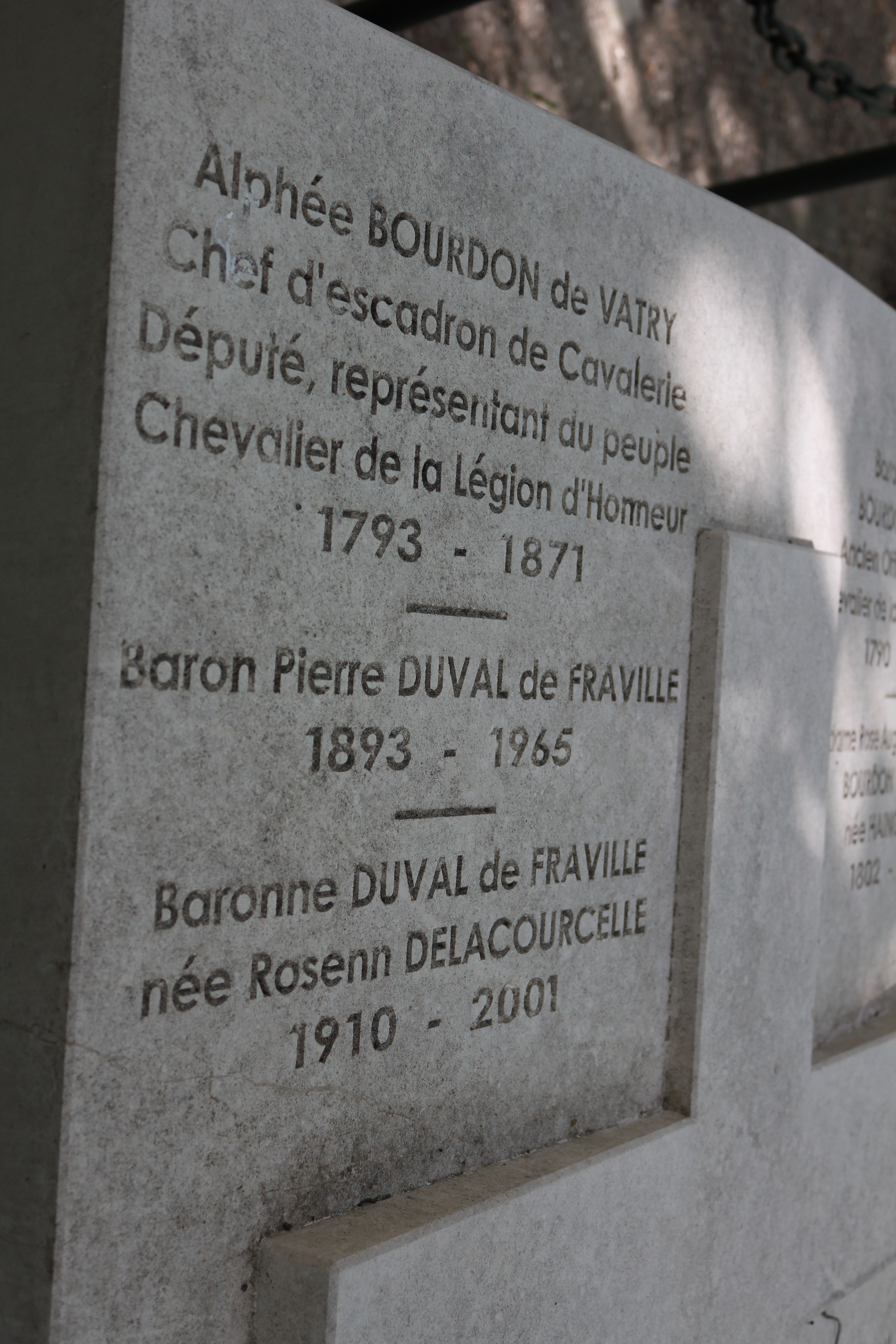
Détail des inscriptions gravées sur le tombeau au cimetière du Père-Lachaise, division 26.

Alphée Bourdon de Vatry, resté sans enfants, meurt le 25 juillet 1871 à l'abbaye de Chaalis, à l'âge de 77 ans. Il est inhumé à Paris au cimetière du Père-Lachaise (division 26) dans la sépulture familiale des Bourdon de Vatry. Son épouse, née Paméla Haingerlot, lui survit dix ans. Elle est inhumée en 1881 à ses côtés. 